# Ana Beatriz Barros
Ana Beatriz Mendonça Barros é uma supermodelo brasileira reconhecida internacionalmente. Ganhou destaque no cenário da moda ao desfilar para grandes marcas como Victoria's Secret, Chanel, Valentino e Dolce & Gabbana. Barros também foi capa de importantes revistas como Vogue, Elle e Sports Illustrated Swimsuit Issue. Com uma carreira consolidada nas passarelas e campanhas publicitárias globais, tornou-se uma das principais representantes brasileiras na moda internacional.

## Biografia
Nascida na cidade mineira de Itabira, foi descoberta por um olheiro quando passeava com a irmã, Patrícia Barros, no Rio de Janeiro.

## Carreira
Barros venceu o concurso Elite Model Look, da Elite Model. Além disso, Ana fez muitas campanhas de moda, biquíni, lingerie e produtos de beleza. Ela também fez editoriais para importantes revistas internacionais como a Marie Claire britânica, Elle americana, Vogue, Amica, Nylon, Numero e Sports Illustrated Swimsuit Issue.
Outros trabalhos publicitários foram feitos para Diesel, L'Oréal, Victoria's Secret e Chanel S.A.. Desfilou para Christian Dior, Christian Lacroix, Jean Paul Gaultier e Paco Rabanne. No Brasil, mantém contrato com a agência MEGA models, no exterior, com a agência Elite Model Management. Hoje ela integra o seleto grupo das modelos brasileiras mais bem pagas.
Em 2013, participou do quadro Dança dos Famosos 10, no Domingão do Faustão.

## Vida pessoal
Possuí raízes alemães, espanholas, italianas e portuguesas.